# Platymessa nigrolimbata
Platymessa nigrolimbata is een hooiwagen uit de familie Cosmetidae.